# Epischnomyia triarmigera
Epischnomyia triarmigera är en tvåvingeart som beskrevs av Masahiro Sueyoshi och Rohacek 2003. Epischnomyia triarmigera ingår i släktet Epischnomyia och familjen sumpflugor. Inga underarter finns listade i Catalogue of Life.